# Grzegorz Schetyna
Grzegorz Juliusz Schetyna (pronunciat en polonès [ˈɡʐɛɡɔʂ sxɛˈtɨna]), (Opole, 18 de febrer de 1963), és un polític polonès de la Plataforma Cívica, que a l'estiu de 2010 va ocupar durant un mes el càrrec de president en funcions de la República de Polònia.
Després de la tràgica mort, el 10 d'abril de 2010, del president Lech Kaczyński en un accident d'avió, per disposició constitucional la presidència en funcions del país va ser exercida interinament pel president del Sejm (Parlament) polonès, Bronisław Komorowski. Després de guanyar les eleccions presidencials el 4 de juliol del mateix any, Komorowski va dimitir com a membre del Sejm el 8 de juliol. Aquell mateix dia, Schetyna va ser escollit com a nou president del Sejm i, per tant, va ocupar la presidència interina de Polònia fins a la investidura formal de Komorowki com a president, el 6 d'agost.